# Đầu máy diesel

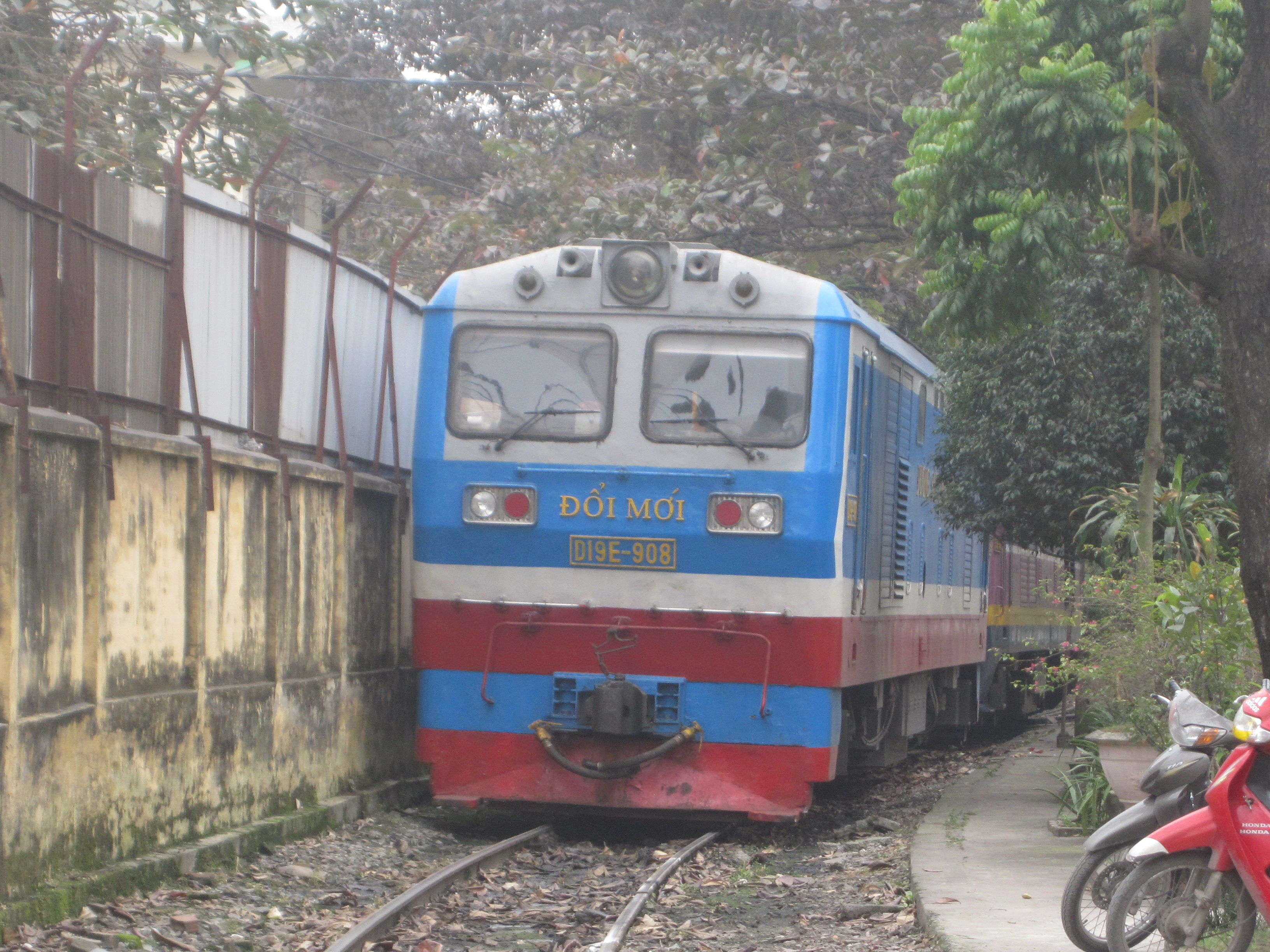
Đầu máy Diesel D19E ở Việt Nam

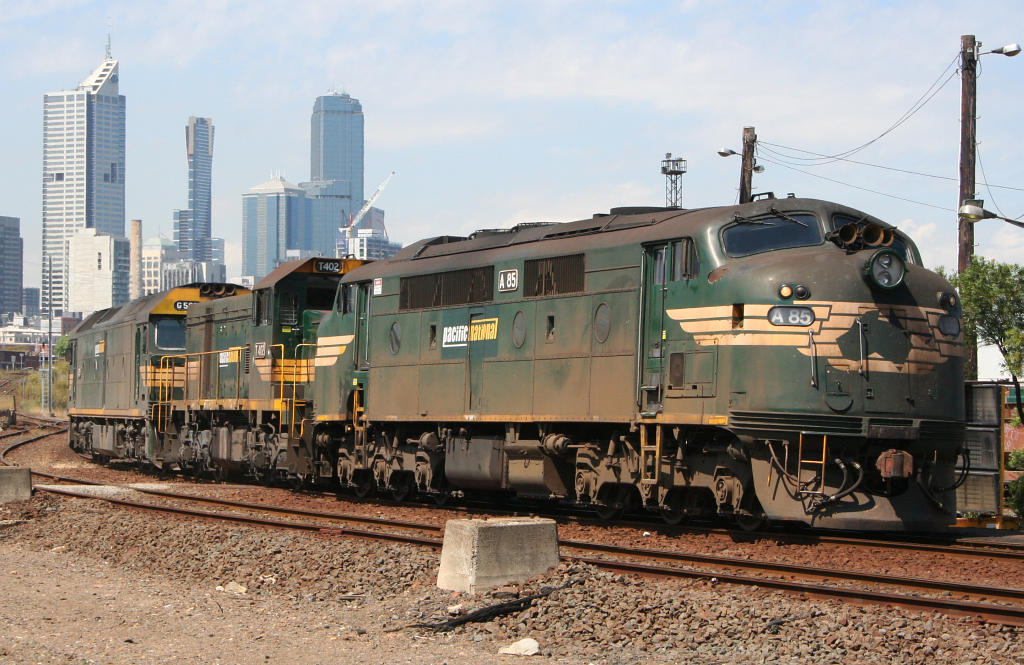
Những đầu máy xe lửa do Pacific National ở Úc vận hành có ba phần thân đầu máy diesel: bộ phận cabin (phía trước), bộ phận mui xe và đầu máy phẳng (phía sau).

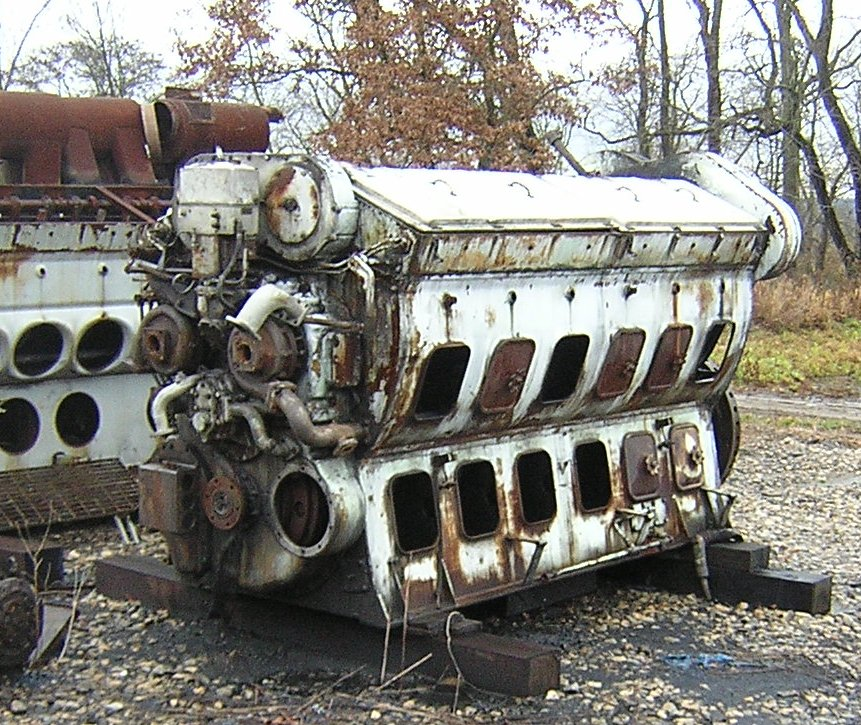
Một động cơ diesel 2 thì 12 xi-lanh EMD 12-567B (phía trước; "lỗ tay" hình vuông), được lưu trữ chờ chế tạo lại và thiếu một số thành phần, với động cơ 16-567C hoặc D 16 xi-lanh (phía sau; lỗ tay "tròn").

Đầu máy diesel là một loại đầu máy xe lửa trong đó động cơ chính là động cơ diesel. Một số loại đầu máy diesel đã được phát triển, khác nhau chủ yếu ở phương thức truyền năng lượng cơ học đến các bánh dẫn động. Phổ biến nhất là đầu máy diesel-điện và diesel-thủy lực.
Động cơ đốt trong và đầu máy xe lửa thời kỳ đầu sử dụng dầu hỏa và xăng làm nhiên liệu. Tiến sĩ Rudolf Diesel đã được cấp bằng sáng chế cho động cơ đánh lửa do nén đầu tiên của mình vào năm 1898, và những cải tiến liên tục trong thiết kế động cơ diesel đã làm giảm kích thước vật lý của chúng và cải thiện tỷ lệ công suất trên trọng lượng của chúng đến mức có thể gắn động cơ này vào đầu máy xe lửa. Động cơ đốt trong chỉ hoạt động hiệu quả trong một dải công suất giới hạn và trong khi động cơ xăng công suất thấp có thể kết hợp với hộp số cơ khí thì động cơ diesel mạnh hơn đòi hỏi phải phát triển các dạng truyền động mới. Điều này là do bộ ly hợp cần phải rất lớn ở các mức công suất này và sẽ không vừa với khung đầu máy rộng 2,5 m (8 ft 2 in) tiêu chuẩn hoặc sẽ mòn quá nhanh để không còn hữu ích.
Các động cơ diesel thành công đầu tiên sử dụng truyền động diesel - điện, và đến năm 1925, một số lượng nhỏ đầu máy diesel 600 hp (450 kW) đã được đưa vào sử dụng tại Mỹ. Năm 1930, Armstrong Whitworth của Vương quốc Anh đã giao hai đầu máy xe lửa 1.200 hp (890 kW) sử dụng động cơ do Sulzer thiết kế cho Buenos Aires Great Southern Railway của Argentina. Năm 1933, công nghệ diesel-điện được Maybach phát triển đã được sử dụng để kéo DRG Class SVT 877, một loại xe tàu 2 toa tốc độ cao, và đi vào sản xuất hàng loạt với các bộ xe hơi hợp lý khác ở Đức bắt đầu từ năm 1935. Tại Mỹ, động cơ đẩy diesel-điện được đưa vào phục vụ hành khách trên tuyến đường chính tốc độ cao vào cuối năm 1934, phần lớn thông qua các nỗ lực nghiên cứu và phát triển của General Motors từ 1930-34 và những tiến bộ trong thiết kế xe hơi hạng nhẹ của Công ty Budd.
Sự phục hồi kinh tế từ thế chiến hai  đã thúc đẩy việc áp dụng rộng rãi đầu máy diesel ở nhiều nước. Chúng mang lại tính linh hoạt và hiệu suất cao hơn so với đầu máy hơi nước, cũng như chi phí vận hành và bảo trì thấp hơn đáng kể.

## Lịch sử

### Thích ứng cho việc sử dụng đường sắt

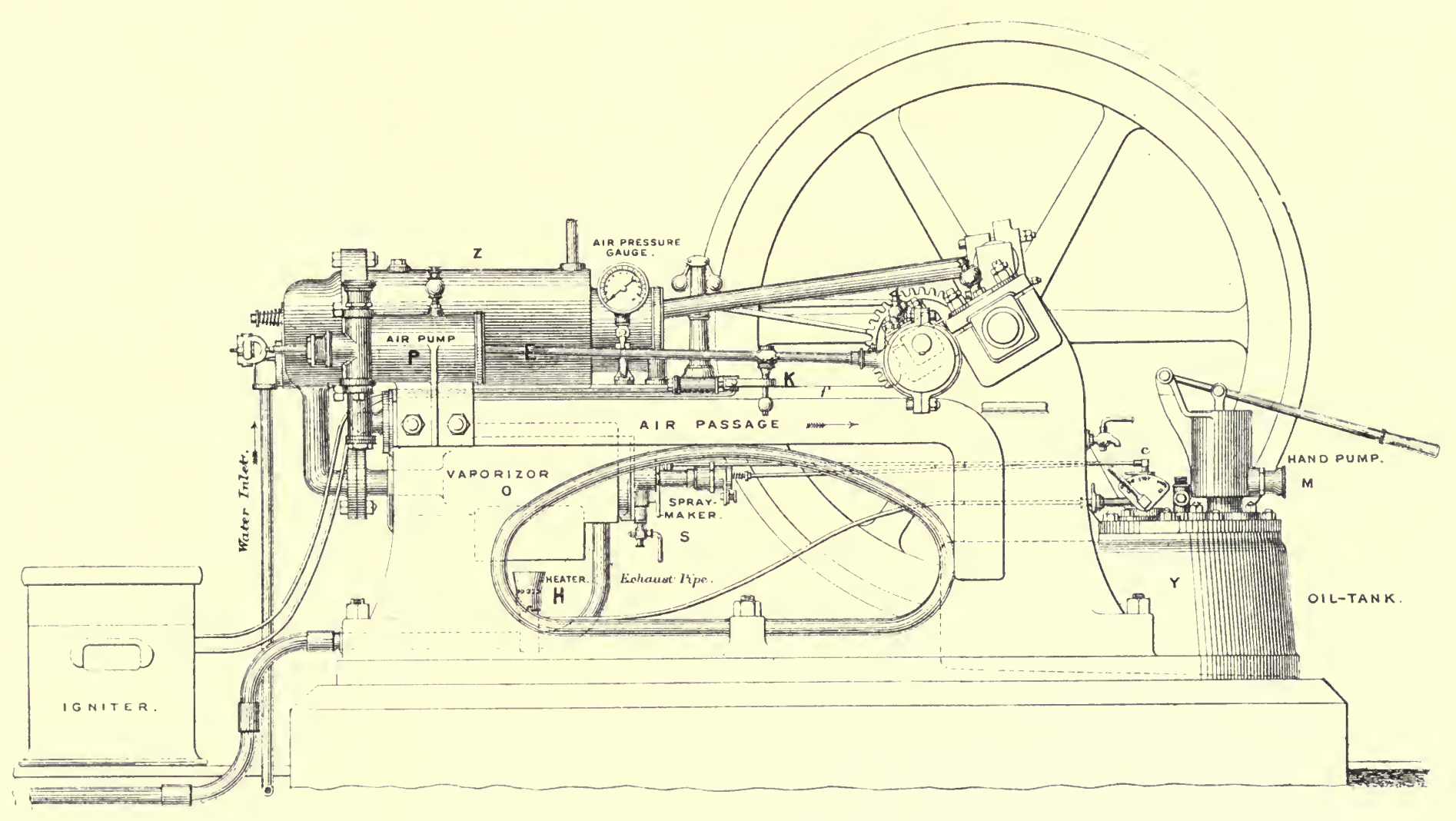
Sơ đồ động cơ dầu Priestman từ The Steam engine and gas and oil engines (1900) của John Perry

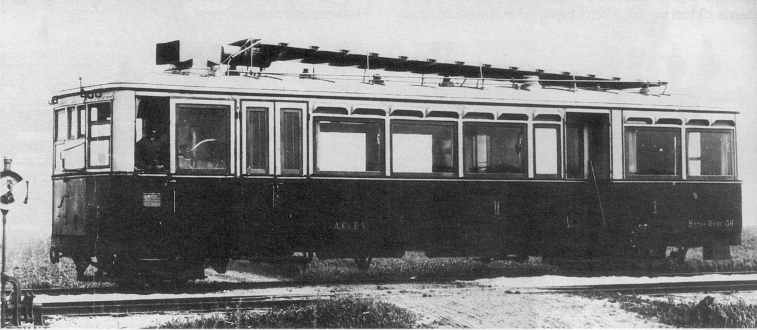
Động cơ đường sắt Weitzer xăng-điện, đầu tiên năm 1903, sê-ri 1906

Ví dụ sớm nhất được ghi lại về việc sử dụng động cơ đốt trong trong đầu máy xe lửa là nguyên mẫu do William Dent Priestman thiết kế, được William Thomson, Nam tước Kelvin đệ nhất kiểm tra vào năm 1888  người đã mô tả nó như một "động cơ dầu Priestman gắn trên một chiếc xe tải, được xây dựng trên một tuyến đường ray tạm thời để thể hiện sự thích ứng của động cơ xăng cho mục đích đầu máy xe lửa." Năm 1894, một cỗ máy hai trục công suất 20 hp (15 kW) do Priestman Brothers chế tạo đã được sử dụng trên Hull Docks. Năm 1896, một đầu máy xe lửa chạy bằng dầu được chế tạo cho Royal Arsenal ở Woolwich, Anh, dùng động cơ thết kế bởi Herbert Akroyd Stuart. Nó không phải là động cơ diesel vì nó sử dụng động cơ bóng đèn nóng (còn gọi là động cơ bán diesel), nhưng nó là tiền thân của động cơ diesel.
Rudolf Diesel cđã cân nhắc việc sử dụng động cơ của mình để cung cấp năng lượng cho đầu máy xe lửa trong cuốn sách Theorie und Konstruktion eines rationellen Wärmemotors zum Ersatz der Dampfmaschine und der heute bekannten Verbrennungsmotoren (Theory and Construction of a Rational Heat Motor) năm 1893 của ông ấy. Tuy nhiên, kích thước lớn và tỷ lệ công suất trên trọng lượng kém của động cơ diesel đời đầu khiến chúng không phù hợp để đẩy các phương tiện di chuyển trên đất liền. Do đó, tiềm năng của động cơ như một động cơ chính cho đường sắt ban đầu không được công nhận.  Điều này đã thay đổi khi hoạt động nghiên cứu và phát triển giảm kích thước và trọng lượng của động cơ.
Năm 1906, Rudolf Diesel, Adolf Klose và nhà sản xuất động cơ hơi nước và động cơ diesel Gebrüder Sulzer đã thành lập Diesel-Sulzer-Klose GmbH để sản xuất đầu máy xe lửa chạy bằng diesel. Sulzer đã sản xuất động cơ diesel từ năm 1898. Prussian State Railways đặt mua đầu máy diesel từ công ty vào năm 1909, và sau khi chạy thử giữa Winterthur và Romanshorn, Thụy Sĩ, đầu máy cơ-diesel đã được chuyển giao tại Berlin vào tháng 9 năm 1912. Đầu máy chạy bằng diesel được vận hành vào mùa hè năm 1912 trên cùng tuyến với Winterthur nhưng không thành công về mặt thương mại. Trong quá trình chạy thử nghiệm vào năm 1913, một số vấn đề đã được phát hiện. Sự bùng nổ của Thế chiến thứ nhất vào năm 1914 đã ngăn cản mọi cuộc thử nghiệm tiếp theo. Trọng lượng của đầu máy là 95 tấn và công suất là 883 kW (1.184 hp) với tốc độ tối đa 100 km/h (62 mph).
Một số lượng nhỏ đầu máy diesel nguyên mẫu đã được sản xuất ở một số quốc gia vào giữa những năm 1920.